# Стина (Селаж)
Стина (рум. Stâna) — село у повіті Селаж в Румунії. Адміністративно підпорядковане місту Залеу.
Село розташоване на відстані 379 км на північний захід від Бухареста, 7 км на південний схід від Залеу, 54 км на північний захід від Клуж-Напоки.

## Населення
За даними перепису населення 2002 року у селі проживали 380 осіб, з них 378 осіб (99,5%) румунів. Рідною мовою 377 осіб (99,2%) назвали румунську.